# Mário Viegas
António Mário Lopes Pereira Viegas (* 10. November 1948 in Santarem, Portugal; † 1. April 1996 in Lissabon, Portugal) war ein portugiesischer Schauspieler, Komiker und Rezitator. Er gilt als einer der bedeutendsten Schauspieler des portugiesischen Films des 20. Jahrhunderts. Er war einer der ersten portugiesischen Prominenten, der an AIDS starb. Neben Raul Solnado galt er auch als einer der großen Filmkomiker des Landes. Einem internationalen Publikum wurde er durch seine Darstellung eines Redakteurs in dem Film Erklärt Pereira bekannt.

## Leben
Mário Viegas wurde in Santarém, eine der größeren Städte Portugals, geboren. Dort besuchte er das Pius-XII.-Internat. Bereits mit 15 Jahren begann er mit dem Theaterspielen. Mit 17 Jahren zog er nach Lissabon, wo er seitdem an diversen Theatern als Schauspieler tätig war. Zwischen Mai und September 1975 lebte er in Kopenhagen, um die weitere politische Situation in Portugal abzuwarten. 
Seinen ersten Film drehte er 1976; es folgten Zusammenarbeiten mit Regisseuren wie Manoel de Oliveira und Schauspielern wie Luís Miguel Cintra, Maria de Medeiros, Joaquim de Almeida oder Leonor Silveira. International machte ihn vor allem sein Auftritt in dem italienischen Film Erklärt Pereira bekannt, einem der letzten Werke von Marcello Mastroianni. Auch für das Fernsehen war er in diversen Serien tätig, seine bekannteste war Zona +, in der er die Hauptrolle spielte.
Viegas war einer der bedeutendsten Rezitatoren der portugiesischen Kulturgeschichte, und er zählt mit Ary dos Santos und João Villaret zu den wichtigsten des zwanzigsten Jahrhunderts. Zahlreiche portugiesische und ausländische Lyriker wie António Gedeão, Eugénio de Andrade, Manuel da Fonseca, António Feijó, Cesário Verde, Nicolás Guillén, Pablo Neruda, Jorge de Sena, José Afonso, Fernando Pessoa oder Mário Cesariny wurde von ihm rezitiert.
Seine Qualität als Komiker zeigte er, als in Anlehnung an Almada Negreiros Manifest Anti-Dantas (darin beschimpfte der Künstler den portugiesischen Dichter Júlio Dantas wegen dessen Ansichten zur modernen Kunst) ein Manifesto Anti-Cavaco öffentlich 1995 vortrug, in dem er den damals noch regierenden Premierminister Aníbal Cavaco Silva wegen dessen neoliberaler Politik beschimpfte und ihn an seine Verpflichtung für die einfachen Leute erinnerte. Bei der Präsidentschaftswahl 1995 kandidierte er spaßeshalber für die UDP als Präsident und hatte, wie er wusste, keine Chance. Aber sein Slogan und der Mut, anzutreten, brachten ihm viele Sympathien ein. Sein Wahlslogan lautete: „Europa não. Portugal nunca!“ („Europa nein. Portugal niemals!“).
Der homosexuelle Schauspieler outete sich erst 1995 und gab in seiner im selben Jahr erschienenen Autobiographie bekannt, dass er an AIDS im Endstadium leide und nicht mehr lange zu leben habe. Dieses Bekenntnis war in dieser Art in Portugal einzigartig. Am 1. April 1996 starb er in Lissabon an den Folgen seiner Krankheit. Sein Tod löste große Trauer im Land aus. Portugals damaliger Staatspräsident Jorge Sampaio äußerte sich ebenso wie der Nobelpreisträger José Saramago zum Tode des  Schauspielers.

## Rezeption
Nach dem Tod des Schauspielers wurde ein Theater in Lissabon, das vor allem mit eigensinnigen und unabhängigen Produktionen in Erscheinung tritt, nach ihm benannt (Teatro Estudio Mário Viegas) und seit 2011 ist auch ein Lyrikpreis mit seinem Namen ausgelobt (Premio de Poesia Actor Mário Viegas).

## Filmografie (Auswahl)
- 1976: O Funeral do Patrão, R: Eduardo Geada
- 1978: O Rei das Berlengas, R: Artur Semedo
- 1980: A Culpa, R: António Victorino de Almeida
- 1981: Kilas, o Mau da Fita, R: José Fonseca e Costa
- 1983: Ohne Schatten von Sünde (Sem Sombra de Pecado), R: José Fonseca e Costa
- 1986: Azul, Azul, R: José de Sá Caetano
- 1987: Repórter X, R: José Nascimento
- 1988: A Mulher do Próximo, R: José Fonseca e Costa
- 1990: Segno di fuoco, R: Nino Bizzarri
- 1991: Die göttliche Komödie (A Divína Comédia), R: Manoel de Oliveira
- 1992: Rosa Negra, R: Margarida Gil
- 1996: Erklärt Pereira (Sostiene Pereira, mit Marcello Mastroianni, Viegas vorletzter Film), R: Roberto Faenza
- 1996: O Judeu, R: Jom Tob Azulay

## Auszeichnungen
- Orden des Infanten Dom Henrique im Kommandeurs-Rang, verliehen durch Staatspräsident Mário Soares, 1994.